# VV Bleijerheide
VV Bleijerheide is een voormalige voetbalclub uit Kerkrade. De vereniging werd opgericht in 1922 door een fusie van Sparta Bleijerheide en Geel Zwart. De oprichtingsdatum van Sparta Bleijerheide, 27 juli 1914, werd aangenomen als officiële oprichtingsdatum. In 1940 nam het RKNAC op in de vereniging.
In 1954 speelde de club in de Eerste klasse. Nadat de competitie in november werd stilgelegd vanwege het samengaan van profbond NBVB en de KNVB, fuseerde de club met Kerkrade en ging de club verder als Roda Sport.
De clubkleuren waren zwart en wit. In de volksmond bleef de club Sparta heten.

Stamboom van Roda JC

## Betaald voetbal

### Overzichtslijsten
| Resultaten van VV Bleijerheide sinds de toetreding in het betaald voetbal in 1954 | Resultaten van VV Bleijerheide sinds de toetreding in het betaald voetbal in 1954 | Resultaten van VV Bleijerheide sinds de toetreding in het betaald voetbal in 1954 | Resultaten van VV Bleijerheide sinds de toetreding in het betaald voetbal in 1954 | Resultaten van VV Bleijerheide sinds de toetreding in het betaald voetbal in 1954 | Resultaten van VV Bleijerheide sinds de toetreding in het betaald voetbal in 1954 | Resultaten van VV Bleijerheide sinds de toetreding in het betaald voetbal in 1954 | Resultaten van VV Bleijerheide sinds de toetreding in het betaald voetbal in 1954 | Resultaten van VV Bleijerheide sinds de toetreding in het betaald voetbal in 1954 | Resultaten van VV Bleijerheide sinds de toetreding in het betaald voetbal in 1954 | Resultaten van VV Bleijerheide sinds de toetreding in het betaald voetbal in 1954 | Resultaten van VV Bleijerheide sinds de toetreding in het betaald voetbal in 1954 | Resultaten van VV Bleijerheide sinds de toetreding in het betaald voetbal in 1954 |
| Seizoen                                                                           | Competitie                                                                        | Competitie                                                                        | Competitie                                                                        | Competitie                                                                        | Competitie                                                                        | Competitie                                                                        | Competitie                                                                        | Competitie                                                                        | Competitie                                                                        | Kwalificatie                                                                      | KNVB beker                                                                        | Bijzonderheid |
| Seizoen                                                                           | Divisie                                                                           | GW                                                                                | W                                                                                 | G                                                                                 | V                                                                                 | PNT                                                                               | DV                                                                                | DT                                                                                | POS                                                                               | Kwalificatie                                                                      | KNVB beker                                                                        | Bijzonderheid |
| --------------------------------------------------------------------------------- | --------------------------------------------------------------------------------- | --------------------------------------------------------------------------------- | --------------------------------------------------------------------------------- | --------------------------------------------------------------------------------- | --------------------------------------------------------------------------------- | --------------------------------------------------------------------------------- | --------------------------------------------------------------------------------- | --------------------------------------------------------------------------------- | --------------------------------------------------------------------------------- | --------------------------------------------------------------------------------- | --------------------------------------------------------------------------------- | --- |
| 1954/55                                                                           | Eerste klasse D                                                                   | 9                                                                                 | 1                                                                                 | 1                                                                                 | 7                                                                                 | 3                                                                                 | 9                                                                                 | 27                                                                                | 12e                                                                               | –                                                                                 | Geen bekertoernooi                                                                | VV Bleijerheide fuseert na het afgebroken seizoen met Kerkrade tot Roda Sport. De competitie werd na de fusie van de KNVB en de NBVB niet afgemaakt. Alle teams werden opnieuw ingedeeld. |

### Topscorers
- 1954/55:  Juup Hoenen (2)
0000000  Jef Kisters (2)
0000000  Willy Smeets (2)

### Trainer
- 1932:  Priletto
- 1934–1935:  Karl Schrenk
- 1937–1938:  Poszberger
- 1938–1939:  Bill Julian
- 1943–1944:  Brink
- 1946–1947:  József Veréb
- 1947–1948:  Harry Tedder
- 1948–1950:  Karl Heinlein
- 1951–1952:  József Veréb
- 1952–1954:  Reiner Hammers
- 1954–1955:  Jung Schlangen

## Bekende (oud-)spelers
- Johan Adang